# Mieczysław Wodyk
Mieczysław Wodyk (ur. 5 maja 1935, zm. 21 listopada 2007) – polski pedagog, nauczyciel w Zespole Szkół Poligraficznych im. Marszałka Józefa Piłsudskiego przy ul. Stawki 14 w Warszawie, były dyrektor i redaktor techniczny PWL. Autor podręcznika ”abc redaktora technicznego” (Warszawa, 1994 r., ISBN 83-902847-0-7)